# Fonction elliptique de Weierstrass

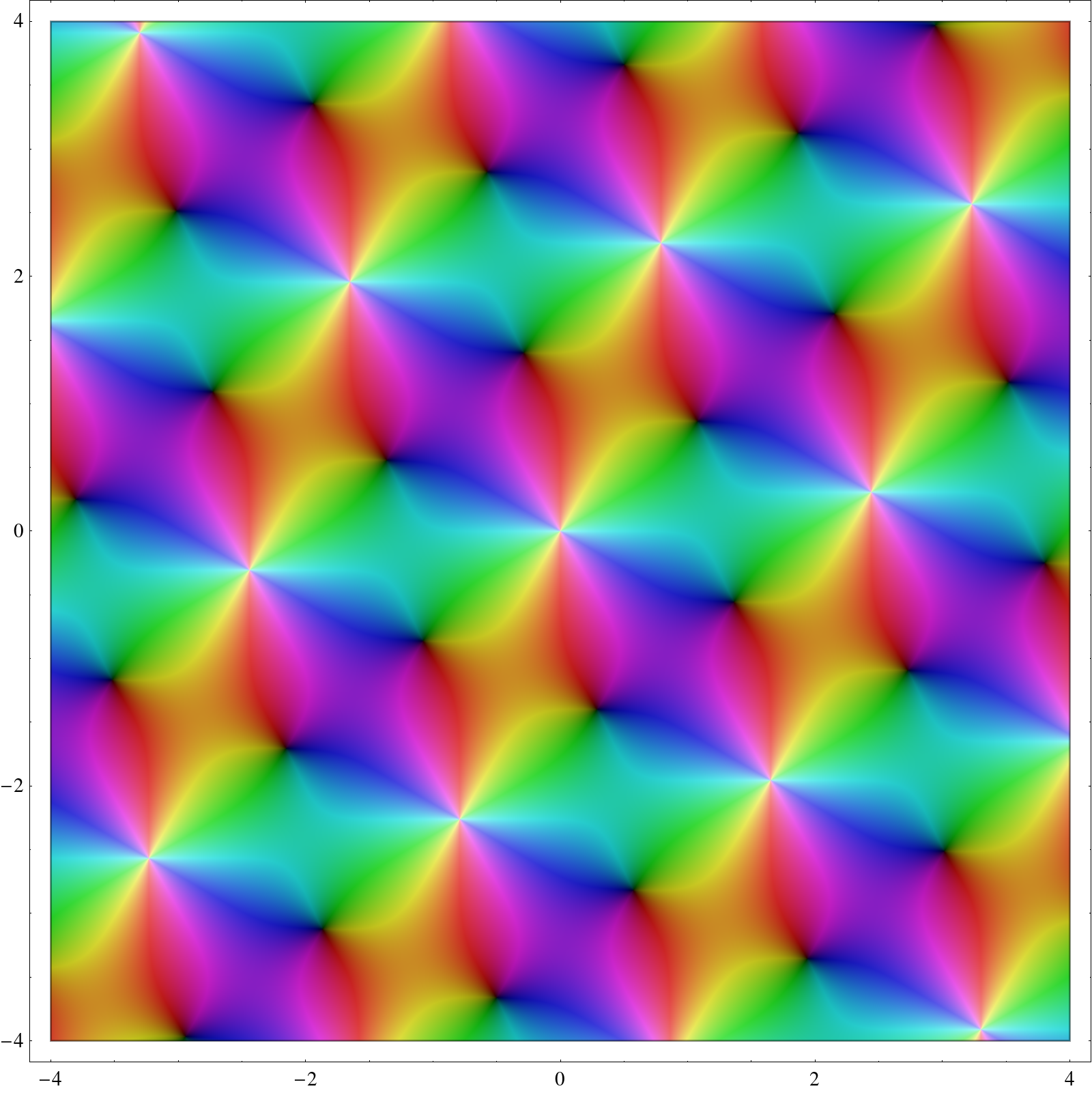
Graphe sur le plan complexe de la fonction elliptique de Weierstrass, avec comme invariants et.

En analyse complexe, les fonctions elliptiques de Weierstrass forment une classe importante de fonctions elliptiques c'est-à-dire de fonctions méromorphes doublement périodiques. Toute fonction elliptique peut être exprimée à l'aide de celles-ci.

## Introduction

### Fabrication de fonctions périodiques
Supposons que l'on souhaite fabriquer une telle fonction de période 1. On peut prendre une fonction quelconque, définie sur [0, 1] et telle que
f(0) = f(1) et la prolonger convenablement. Un tel procédé a des limites. Par exemple, on obtiendra rarement des fonctions analytiques de cette façon.
Une idée plus sophistiquée est de prendre une fonction {\displaystyle f} définie sur {\displaystyle \mathbb {R} } et d'introduire la fonction {\displaystyle g} définie par {\displaystyle g(x)=\sum _{n\in \mathbb {Z} }f(x+n)}.
Un exemple simple est donné par 
{\displaystyle \sum _{n\in \mathbb {Z} }(x+n)^{-k},k\in \mathbb {N} }.
Si {\displaystyle k>1}, on obtient une fonction infiniment dérivable, définie sur 
ℝ\ℤ et de période 1. Si {\displaystyle k=1}, la série ne converge pas, mais on peut introduire à la place
{\displaystyle {\frac {1}{x}}+\lim _{n\rightarrow +\infty }\sum _{0<\vert m\vert <n}{\frac {1}{x+m}}-{\frac {1}{m}}},
qui s'écrit aussi
{\displaystyle {\frac {1}{x}}+\sum _{n\in \mathbb {N} ^{*}}{\frac {1}{x+n}}+{\frac {1}{x-n}}},
ou encore
{\displaystyle {\frac {1}{x}}+\sum _{n=1}^{\infty }{\frac {2x}{x^{2}-n^{2}}}}.
C'est a priori la plus intéressante du lot, puisque les autres en sont (à des facteurs constants près) les dérivées successives. Dans le cadre de la théorie des fonctions holomorphes, on démontre que cette série converge
uniformément sur tout compact vers la fonction {\displaystyle \pi \cot(\pi z)}.
Dans son petit livre sur les fonctions elliptiques dont cette introduction est inspirée, André Weil reprend les travaux de Gotthold Eisenstein, fait semblant d'ignorer les fonctions trigonométriques, et les retrouve avec des méthodes élémentaires ingénieuses à partir des séries ci-dessus.

### Fonctions périodiques, fonctions doublement périodiques
Une période d'une fonction continue f est un nombre non nul T tel que, pour tout réel x, on ait f(x + T) = f(x). La différence de deux périodes est une période, de sorte que les périodes forment un sous-groupe du groupe (ℝ, +), fermé en raison de la continuité de f. Un tel sous-groupe, s'il n'est pas réduit à zéro, est soit égal à ℝ tout entier (la fonction f est alors constante, cas trivial) soit de la forme aℤ pour un réel a > 0, que les physiciens appellent la plus petite période de f.
Une fonction doublement périodique est une fonction dont le groupe des périodes est isomorphe à ℤ2. D'après ce qui précède, de telles fonctions continues d'une variable réelle n'existent pas. Il faut prendre des fonctions de deux variables, ou, plus intéressant, des fonctions d'une variable complexe. Le groupe des périodes d'une telle fonction est un réseau, c’est-à-dire un sous-groupe de (ℂ, +) engendré par deux éléments indépendants sur ℝ.
Toute fonction holomorphe doublement périodique est constante, puisqu'une telle
fonction est nécessairement bornée sur ℂ (théorème de Liouville). C'est à l'occasion de recherches sur les fonctions elliptiques que Joseph Liouville a été amené à formuler et démontrer ce théorème. Il faut donc travailler avec des fonctions méromorphes.

## Définition
Soit L un réseau du plan complexe, de base {\displaystyle \omega _{1},\omega _{2}\,}. Par analogie avec l'introduction, on est amené à considérer les fonctions
{\displaystyle \sum _{\lambda \in L}(z-\lambda )^{-k},}
qui s'écrivent 
{\displaystyle \sum _{(m_{1},m_{2})\in \mathbb {Z} \times \mathbb {Z} }(z-m_{1}\omega _{1}-m_{2}\omega _{2})^{-k}.}
Si l'entier k vaut au moins 3, elles convergent. Il s'agit d'une convergence uniforme sur tout compact ne rencontrant pas le réseau. Cela résulte d'une série de remarques.
- {\displaystyle \vert x_{1}\omega _{1}+x_{2}\omega _{2}\vert } est une norme sur ℝ2.
Elle est équivalente à {\displaystyle {\sqrt {x_{1}^{2}+x_{2}^{2}}}\,}. Il existe donc un {\displaystyle \alpha >0\,} tel que, quels que soient {\displaystyle m_{1}\,} et {\displaystyle m_{2}\,}, on ait {\displaystyle \vert m_{1}\omega _{1}+m_{2}\omega _{2}\vert \geq \alpha {\sqrt {m_{1}^{2}+m_{2}^{2}}}}.
Donc tout disque fermé ne contient qu'un nombre fini d'éléments de L.
- On prend z dans le disque fermé {\displaystyle \vert z\vert \leq R\,}.

En ce qui concerne la convergence, il suffit de considérer les {\displaystyle \lambda \,}
tels que {\displaystyle \vert \lambda \vert \geq 2R} ({\displaystyle \geq R\,} suffirait apparemment, il s'agit ici d'une astuce technique).
- Dans ces conditions, {\displaystyle \vert z+\lambda \vert \geq \vert \lambda \vert -\vert z\vert \geq {\frac {\vert \lambda \vert }{2}}}. On est donc ramené à la convergence de la série {\displaystyle \sum _{\lambda \in L\setminus \{0\}}\vert \lambda \vert ^{-k}},

qui se ramène elle-même, d'après notre première remarque, à la convergence de la
série de Riemann {\displaystyle \sum _{(m_{1},m_{2})\in \mathbb {Z} ^{2}\setminus \{0\}}^{+\infty }(m_{1}^{2}+m_{2}^{2})^{-k/2}}.
Cette dernière converge si k > 2.
Pour k = 2, en revanche, cet argument est en défaut. Toujours par analogie avec l'introduction, on introduit la série modifiée 
{\displaystyle {\frac {1}{z^{2}}}+\sum _{\lambda \in L\setminus \{0\}}{\frac {1}{(z+\lambda )^{2}}}-{\frac {1}{\lambda ^{2}}}\ (1)}.

## Le théorème d'existence
La série (1) converge uniformément sur tout compact ne rencontrant pas L.
Sa somme est une fonction méromorphe {\displaystyle \wp \,}, qui admet des pôles doubles aux points de L. Elle est paire et L-périodique. Elle a été découverte par Weierstrass, d'où son nom de "fonction {\displaystyle \wp \,} de Weierstrass"
ou fonction elliptique de Weierstrass.
On se place dans un disque {\displaystyle \vert z\vert \leq R\,}, qui ne contient qu'un nombre fini d'éléments de L, qu'on peut enlever à la série sans dommage pour l'étude de sa convergence. 
Pour les autres, on a
{\displaystyle (z+\lambda )^{-2}=\lambda ^{-2}(1+{\frac {z}{\lambda }})^{-2}={\frac {1}{\lambda ^{2}}}-{\frac {2z}{\lambda ^{3}}}+O\left({\frac {1}{\lambda ^{4}}}\right)}
uniformément par rapport à {\displaystyle z\in D(0,R)}.
Dans ces conditions, {\displaystyle \left|{\frac {1}{(z+\lambda )^{2}}}-{\frac {1}{\lambda ^{2}}}\right|\leq C(R)\vert \lambda \vert ^{-3}}, et l'on est ramené à une question déjà résolue.
D'après ce qui précède et des résultats classiques de dérivation terme à terme,
{\displaystyle \wp ^{\prime }(z)=-2\sum _{\lambda \in L}{\frac {1}{(z+\lambda )^{3}}}},
ce qui montre que la fonction {\displaystyle \wp ^{\prime }\,} est impaire et L-périodique. Donc {\displaystyle \wp } est paire. En raison de la périodicité de {\displaystyle \wp ^{\prime }}, la fonction {\displaystyle \wp (z+\omega _{i})-\wp (z)} (pour {\displaystyle i=1} ou {\displaystyle 2})
est constante, et cette constante vaut {\displaystyle \wp (\omega _{i}/2)-\wp (-\omega _{i}/2)=0} .

### Remarque
On peut montrer que toute fonction méromorphe L-périodique qui admet des pôles doubles aux points de L est de la forme a℘ + b et, plus généralement, que toute fonction méromorphe L-périodique est une fraction rationnelle en ℘ et ℘' (à coefficients complexes).

## Une relation algébrique fondamentale
La fonction {\displaystyle \wp } vérifie l'équation différentielle
Ici, on a posé (les notations relèvent d'une tradition vénérable)
Le principe de la preuve est le suivant. La fonction {\displaystyle \wp ^{\prime }(z)^{2}-4\wp (z)^{3}+g_{2}\wp (z)+g_{3}}
est certainement méromorphe et L-périodique. Un argument de développement limité montre qu'elle est nulle à l'origine. Elle est donc holomorphe et bornée, donc constante (et ici identiquement nulle) d'après le théorème de Liouville.
L'application {\displaystyle z\mapsto {\big (}\wp (z),\wp ^{\prime }(z){\big )}}
envoie ℂ dans la cubique de ℂ×ℂ
d'équation {\displaystyle y^{2}=4x^{3}-g_{2}x-g_{3}\,}.
La courbe correspondante E du plan projectif complexe, appelée cubique de Weierstrass est donnée en coordonnées homogènes {\displaystyle (x,y,t)\,} par l'équation 
{\displaystyle y^{2}t-4x^{3}+g_{2}xt^{2}+g_{3}t^{3}=0}. On a alors une application continue (et même holomorphe à condition de savoir ce qu'est une variété complexe) de ℂ dans E donnée par
{\displaystyle z\mapsto [{\big (}\wp (z),\wp ^{\prime }(z),1{\big )}]} qui se prolonge par continuité aux pôles de {\displaystyle \wp \,}, qu'elle envoie sur le « point à l'infini » [(0, 1, 0)] de E.

## La cubique de Weierstrass vue comme courbe elliptique
De même que le quotient ℝ/ℤ est homéomorphe au cercle, le quotient ℂ/L est homéomorphe à un tore de dimension 2 ; c'est aussi une surface de Riemann compacte.
On démontre que l'application {\displaystyle z\mapsto [{\big (}\wp (z),\wp ^{\prime }(z),1{\big )}]} vue plus haut définit par passage au quotient un homéomorphisme et une application biholomorphe de ℂ/L dans E.
Le discriminant modulaire Δ est défini comme le quotient par 16 du discriminant du polynôme {\displaystyle 4x^{3}-g_{2}x-g_{3}} qui apparaît dans l'équation différentielle ci-dessus :
{\displaystyle \Delta =g_{2}^{3}-27g_{3}^{2}.}
La courbe E est lisse, c’est-à-dire sans singularités.
Il suffit pour le voir de montrer Δ est non nul. Ce qui est le cas, car ses trois racines sont distinctes. D'après la relation algébrique fondamentale,
si {\displaystyle \wp ^{\prime }(u)=0\,}, alors {\displaystyle x=\wp (u)\,} est une racine
de ce polynôme. Mais la fonction {\displaystyle \wp ^{\prime }\,}, impaire et L-périodique, s'annule si {\displaystyle 2u\in L\,}, donc pour {\displaystyle {\frac {\omega _{1}}{2}},{\frac {\omega _{2}}{2}},{\frac {\omega _{1}+\omega _{2}}{2}}\,}.
En raison de la bijection entre ℂ/L et E, les nombres {\displaystyle \wp ({\frac {\omega _{1}}{2}})\,}, {\displaystyle \wp ({\frac {\omega _{2}}{2}})\,} et {\displaystyle \wp ({\frac {\omega _{1}+\omega _{2}}{2}})\,} sont distincts.
Une structure de groupe additif sur l'ensemble des points d'une telle cubique est décrite dans l'article « Courbe elliptique ». L'élément neutre est le point à l'infini [(0, 1, 0)], et trois points P, Q, R sont alignés 
si et seulement si P + Q + R = 0. L'application {\displaystyle z\mapsto [{\big (}\wp (z),\wp ^{\prime }(z),1{\big )}]} est un isomorphisme de groupes entre ℂ/L et E.
Les éléments neutres se correspondent. Les points de E correspondant à {\displaystyle u,v\,} et {\displaystyle -(u+v)\,} étant alignés, il s'agit d'une conséquence de la formule d'addition, citée sans preuve :
{\displaystyle \wp (u)+\wp (v)+\wp (u+v)={\frac {1}{4}}\left({\frac {\wp ^{\prime }(u)-\wp ^{\prime }(v)}{\wp (u)-\wp (v)}}\right)^{2}}
« Structure de groupe sur E » et « structure de groupe sur ℂ/L » sont équivalents : un résultat profond, qui fait appel à la théorie des  formes modulaires assure que pour toute cubique lisse {\displaystyle y^{2}=4x^{3}-ax-b}, il existe un unique réseau L tel que {\displaystyle a=g_{2}} et {\displaystyle b=g_{3}} (voir le &6 du chapitre XII du livre de
Godement cité dans la bibliographie).